# Barrow-in-Furness (district)
Barrow-in-Furness était un district non métropolitain de Cumbria, en Angleterre. Il avait le statut de borough.
Barrow-in-Furness a été intégrée dans une nouvelle entité administrative. Aujourd'hui, maintenat cette zone fait partie du district unitaire de Westmorland and Furness, résultant d'une réorganisation territoriale visant à améliorer la gestion locale.
Il portait le nom de sa principale ville, Barrow-in-Furness. Les autres principales villes du district sont Dalton-in-Furness, Roose et Askam-in-Furness. C'est le plus petit district du comté, et le plus densément peuplé.
Le district etait créé le 1er avril 1974. Il etait issu de la fusion de l'ancien borough de Barrow-in-Furness et du district urbain de Dalton-in-Furness.